# Dada (mitologia)
Nella mitologia greca,  Dada  era il nome della moglie di Samone, re di Creta.

## Il mito
Samone in battaglia al fianco di Scamandro rimase ucciso, lasciando Dada lontano dalla propria casa. La donna chiese aiuto e compagnia ad un araldo, voleva raggiungere una città vicina. Lungo il viaggio l'uomo abusò di lei, Dada in preda alla vergogna per l'accaduto si uccise con una spada. Gli uomini del regno vennero a sapere del misfatto sfogandosi con il colpevole, uccidendolo.

### Moderna
- Pierre Grimal, Enciclopedia della mitologia 2ª edizione, Brescia, Garzanti, 2005, ISBN 88-11-50482-1. Traduzione di Pier Antonio Borgheggiani